# Sjøbuholmen
Ne doit pas être confondu avec Sjøbuholmen (Bømlo).
Sjøbuholmen est une île norvégienne du comté de Hordaland appartenant administrativement à Austevoll.

## Description
Rocheuse et couverte d'arbres, elle s'étend sur environ 249 m de longueur pour une largeur approximative de 137 m. 